# Mantispa fausta
Mantispa fausta là một loài côn trùng trong họ Mantispidae thuộc bộ Neuroptera. Loài này được Thunberg miêu tả năm 1784.